# Eburodacrys apua
Eburodacrys apua là một loài bọ cánh cứng trong họ Cerambycidae.